# Rammstein Festival Tour 2017
Tournées par Rammstein
Rammstein Tour 2016 Rammstein Stadium Tour
(2019)
Le Rammstein Festival Tour 2017 est une tournée du groupe allemand de metal industriel Rammstein.
À l'occasion de cette tournée, Rammstein revient en Islande où le groupe n'a plus joué depuis 2001.

## Setlist
1. Ramm4
2. Reise, Reise
3. Halleluja
4. Zerstören
5. Keine Lust
6. Feuer frei!
7. Seemann
8. Ich tu dir weh
9. Du riechst so gut
10. Mein Herz brennt
11. Links 2 3 4
12. Ich will
13. Du hast
14. Stripped

Rappel
1. Sonne
2. Amerika
3. Engel

Nota : Frühling in Paris a été joué à Nîmes et Te quiero puta! à Viveiro.

## Dates
| Date             | Ville       | Pays       | Lieu                               | Commentaire              |
| ---------------- | ----------- | ---------- | ---------------------------------- | ------------------------ |
| 20 mai 2017      | Kópavogur   | Islande    | Korinn                             |                          |
| 25 mai 2017      | Horsens     | Danemark   | Vig Festival (en)                  |                          |
| 28 mai 2017      | Prague      | Tchéquie   | Eden Aréna                         |                          |
| 29 mai 2017      | Prague      | Tchéquie   | Eden Aréna                         |                          |
| 2 juin 2017      | Nürburgring | Allemagne  | Rock am Ring                       | Le festival a été annulé |
| 4 juin 2017      | Nuremberg   | Allemagne  | Rock im Park                       |                          |
| 9 juin 2017      | Vantaa      | Finlande   | Rockfest                           |                          |
| 11 juin 2017     | Tallinn     | Estonie    | Tallinn Rockfest                   |                          |
| 16 juin 2017     | Dessel      | Belgique   | Graspop Metal Meeting              |                          |
| 23 juin 2017     | Montebello  | Canada     | Montebello Rockfest                |                          |
| 25 juin 2017     | Wantagh     | États-Unis | Jones Beach Theater (en)           |                          |
| 27 juin 2017     | Chicago     | États-Unis | Hollywood Casino Amphitheatre (en) |                          |
| 29 juin 2017     | Dallas      | États-Unis | Dos Equis Pavilion (en)            |                          |
| 1er juillet 2017 | Las Vegas   | États-Unis | T-Mobile Arena                     |                          |
| 7 juillet 2017   | Viveiro     | Espagne    | Resurrection Fest                  |                          |
| 11 juillet 2017  | Nîmes       | France     | Arènes de Nîmes                    |                          |
| 12 juillet 2017  | Nîmes       | France     | Arènes de Nîmes                    |                          |
| 13 juillet 2017  | Nîmes       | France     | Arènes de Nîmes                    |                          |